# Пьотър Кротов
Пьотър Иванович Кротов (на руски: Пётр Иванович Кротов) е руски геолог, професор в Казанския университет.

## Произход, образование и академична кариера
Роден е на 2 октомври 1852 година (стар стил) в Йолово, Руска империя. Образованието си получава във Вятската духовна семинария и във Физико-математическия факултет на Казанския университет, който завършва през 1878 г.
Цялата научна и преподавателска дейност на Кротов е свързана с Казанския университет. През 1879 г. е назначен за свръхщатен асистент в Катедрата по геология, а от 1884 заема длъжността куратор на катедрата. През 1880 г. защитава дисертация на тема „О минеральном составе окаменелостей“ и от есента на същата година става преподавател по геология в медицинския факултет. През 1885 г. защитава дисертация за степен магистър по геология на тема „Артинский ярус“, а през 1888 получава докторска степен със съчинението си „Геологические исследования на западном склоне Чердынского и Соликамского Урала“.
По време на пролетните семестри 1885 – 1886 и 1887 – 1888 г. преподава, в качеството си на приват-доцент, орография и хидрография във Физико-математическия факултет, а от 1888 е професор по геология в Катедрата по география.

## Експедиционно-полева дейност
Още като студент през 1875 – 1877 г. извършва геоложки изследвания в басейна на река Вятка (1314 км, десен приток на Кама) и открива силно разчлененото и почти меридионално възвишение Вятски Увал (284 м).
От 1881 до 1885 г. изследва северната част на Среден Урал (между 59º и 61º с.ш., с площ около 40 хил.км2). Установява, че западната, прикамска полоса има плосък, равнинен характер и само на места е хълмиста. Между 55 – 56º с.ш. открива две малки възвишения. Изследва и описва възвишението Полюдов кряж, състоящо се от скалисти височини, разделено от реките на редица отделни възвишения, покрити с гъста растителност и почти недостъпни. Изследва и хребета Кваркуш (дължина 80 км) и басейните на реките Вишера (415 км) и Косва (283 км) и доказва, че хребета има вид на равно плоско възвишение, лишено от гори.
През 1891 – 1893 г. изследва западната част на басейна на река Вятка, като определя инструментално над 1400 височини. При големия завой на реката открива възвишение с височина до 284 м, разположено почти в меридионално направление, с дължина близо 200 км и състоящо се от редица малки височини, хълмове и ниски плата, слабо наклонени в различни страни и разделени от речни долини. Същата година изследва и река Ветлуга (889 км) и установява точното разположение на изворите ѝ.
През 1893 г. провежда геоложки изследвания в южната част на Среден Урал между 56° – 57º с.ш. (в района на Екатеринбург). Колкото и да е странно, картите в този гъстозаселен район се оказват неточни. Кротов открива и проследява широк пояс от височини, простиращи се в меридионално направление, които нарича Уфалейски хребет (дължина 80 км, 615 м). На изток от него описва и изследва зона от понижения, представляващи тревисти или блатисти равнини.
По време на многогодишните си изследвания в Урал извършва множество геоложки и топографски заснемания и съставя карти на изследваните райони.

## Публикации
- „Материалы для геологии Вятской губернии“ („Тр. Каз. Общ. Ест.“ V, 1; VII, 1, VIII, 2);
- „Геолог. исследования по Волге между Нижним Новгородом и Казанью“ (XI, 1);
- „К вопросу об относ. древности остатков камен. века на р. Оке“ (Х, 2);
- „Артинский ярус“ (XIII, 5);
- „Следы ледникового периода в северо-восточной части Европейской России и на Урале“ (XIV, 4);
- „Геологические исследования на западнем склоне Чердынского и Соликамского Урала“ („Тр. Геол. Ком.“, VI);
- „Казанское Закамье“ („Тр. Каз. О. Ест.“ ХХII, 5; совместно с г. Нечаевым);
- „О дислокациях пермских пластов в Вятской и Казанской губернии“ („Прил. к Прот. Каз. О. Ест.“, № 132);
- „Задачи научной географии и постановка её преподавания к Казанскому университету“ („Ежегодник И. Р. Геогр. Общ.“ (т. 2);
- „Оро-гидрографический очерк западной части Вятской губернии“ („Труды Геол. Ком.“, XIII, 2).